# Gross klinika
A Gross klinika (The Gross Clinic) Thomas Eakins amerikai festőművész híres alkotása. A festményen Dr. Samuel D. Gross, a Jefferson Medical College professzora kollégái körében tart műtéti előadást.

## A festmény
A Gross klinika az orvostudomány történetének egyik fontos dokumentuma, mely egyrészt tiszteletadás a sebészet előtt, másrészt a 19. századi műtéti amfiteátrumok világát részletekben gazdag és valósághű módon bemutató művészi alkotás.
A festmény a philadelphiai Jefferson Orvosi Egyetem műtéti amfiteátrumát ábrázolja, ahol Dr. Samuel D. Gross sebészprofesszor hajt végre műtétet egy csontfertőzésben szenvedő betegen. A betegeket korábban csak úgy tudták gyógyítani, hogy amputálták a fertőzött végtagot. Egy új orvosi eljárásnak köszönhetően azonban lehetővé vált a fertőzött rész eltávolítása a végtag levágása nélkül is. Dr. Gross egyike volt ezen új eljárás úttörőinek. A műtétben munkatársai voltak segítségére: Dr. Charles S. Briggs, Dr. William Joseph Hearn aneszteziológus, Dr. James M. Barton, a kórház igazgatója és Dr. Daniel M. Appel (balról jobbra). Gross háta mögött az első padsorban Franklin D. West, a professzor titkára jegyzetel. A háttérben, a műtőbe vezető folyóson Hughey O’Donnell betegápoló és Gross fia, Samuel W. Gross áll. A közönség az egyetem hallgatóiból és más érdeklődőkből, többek között a Pennsylvania Academy of the Fine Arts diákjaiból áll. Az egyetlen nőalak a festményen egy az arcát a borzalomtól eltakaró hölgy, aki Grosstól balra ül. Feltehetően a beteg édesanyja vagy rokona. A beteg személye nem ismert, sem kora, sem neme nem állapítható meg egyértelműen a festményről. Művészettörténészek azonban úgy vélik, nagy valószínűséggel egy kamasz fiú volt. Eakins maga is szerepel a festményen mint a kép jobb oldalán a nézőtér első sorában ülő jegyzetelő férfialak. Művészi szignóját a műtőasztal oldalán tüntette fel.
Eakins a Gross klinikát az 1876-os Világkiállításra készítette, melyet egy személyes élménye ihletett: egyszer részt vett Gross egyik műtétjének előadásán, ahol végignézte egy csontfertőzésben szenvedő férfi páciens lábának kezelését. Ez volt az egyik legnagyszabásúbb alkotása. Méretét tekintve többszöröse volt korábbi műveinek, és több emberalakot (szám szerint 29-et) is ábrázolt. Eakins 1875-ben látott neki a festménynek, és az év nagy részében ezen a művén dolgozott. Dr. Gross több alkalommal is modellt állt Eakinsnek.
A Gross klinikát gyakran szembeállítják Eakins másik festményével, az Agnew klinikával (1889), mely egy sokkal tisztább, rendezettebb műtéti amfiteátrumot mutat be.

## Fogadtatása

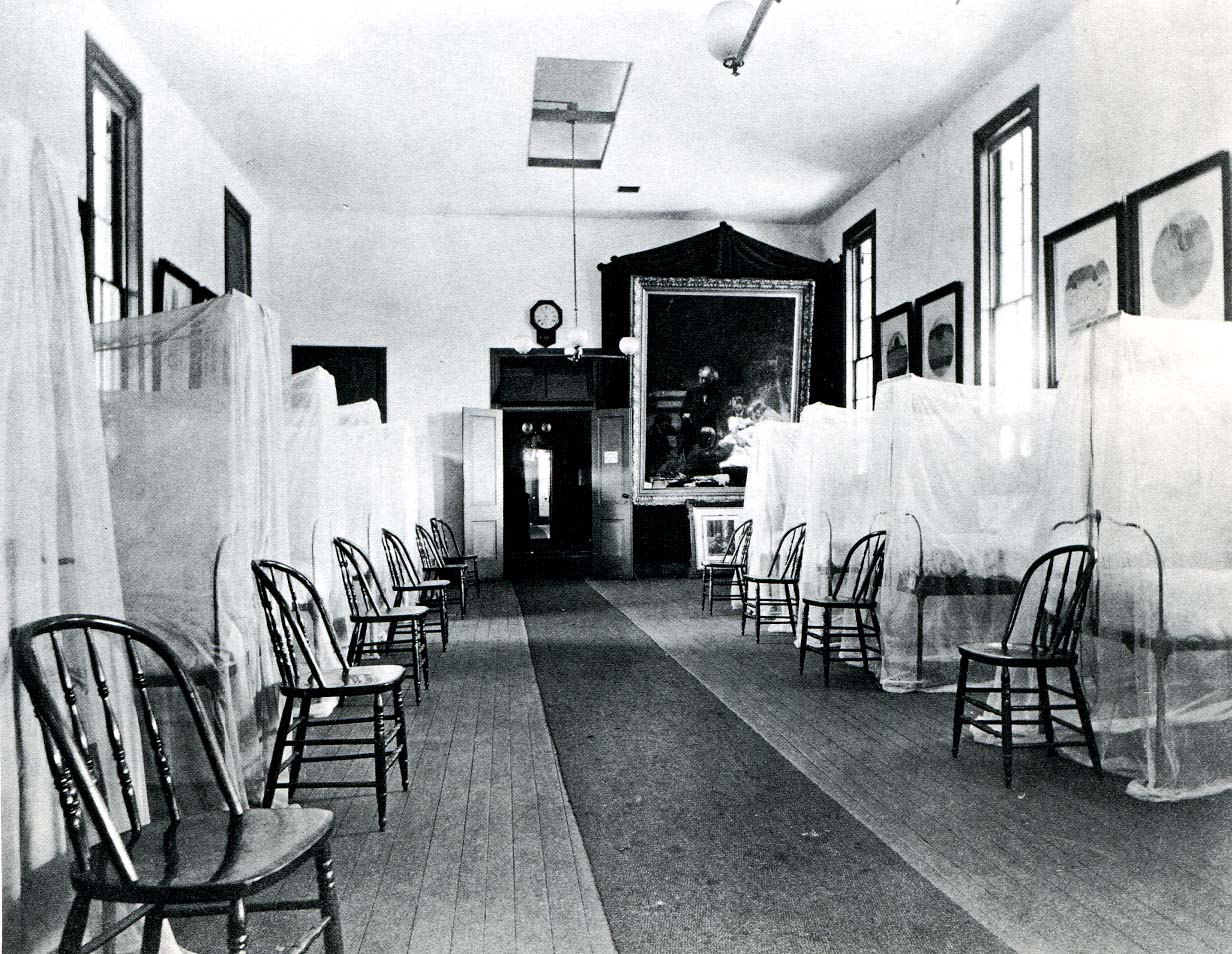
A festmény a Világkiállítás kórházi pavilonjában

Eakins 1876 áprilisában öt festménnyel, köztük a Gross klinikával pályázott a Világkiállításra. A zsűri először elutasította a festményt. Eakins ezért három héttel a Világkiállítás előtt a philadelphiai Hasseltine Galleryben mutatta be alkotását, melyről a Daily Evening Telegraph kritikusa, William Clark írt elragadtatva: „Dr. Gross portréja egy nagyszerű alkotás – nem ismerünk nagyszerűbbet, melyet valaha is Amerikában készítettek.” Clark recenziójának hatására a kiállítás zsűrije megváltoztatta korábbi döntését, és engedélyezte a Gross klinika kiállítását. A festmény nem a szépművészeti pavilonban, hanem egy katonai mobil kórházat bemutató teremben kapott helyt. Eakins rákérdezett, hogy miért itt állították ki alkotását; a zsűri azzal indokolta a döntését, hogy ez a mű „túl véres és brutális” a többi festményhez képest.
A közönség viszolyogva fogadta aGross klinikát. Megdöbbentette őket a festmény, ami nem meglepő: akkoriban szokatlan volt egy műtétet ábrázoló műalkotás. A festmény realizmusát, véres részleteit is túlzónak tartották. A Gross klinikát később, 1879-ben New Yorkban a Society of American Artistnál mutatták be. A kritikusokat nem nyűgözte le Eakins alkotása: véresnek, horrorisztikusnak, borzalmasnak tartották. A New York Tribune egyik cikkében a következőket írta: „…egyike a legerőteljesebb, legborzalmasabb, mégis a leglenyűgözőbb festményeknek, melyeket valaha is festettek ebben a században…”

## A festmény sorsa
A kiállítás után a festményt a Thomas Jefferson Egyetem vásárolta meg 200 dollárért, melyet a Jefferson Medical College épületében állítottak ki. Az 1980-as évek közepén átszállították a Jefferson Alumni Hallba. 2006-ban a Jefferson egyetem igazgatótanácsa a festmény eladása mellett döntött: a Gross klinikát 68 millió dollárért a washingtoni National Gallery of Art és a Crsytal Bridges Museum of American Art vásárolhatta meg. A vételár rekordösszegnek számított volna, azelőtt még sohasem fizettek ennyi pénzt egy második világháború előtt készült amerikai műalkotásért. Philadelphia városa azonban nem szerette volna, ha elkerül a városból a festmény. Ezért 2006 novemberében egy pénzügyi alapot hoztak létre azzal a céllal, hogy a vételárat előteremtsék. Az év végére 30 millió dollár gyűlt össze. A fennmaradó összeget a Wachovia Bank által nyújtott kölcsönből fedezték. A  múzeumok a vételárhoz szükséges saját forrást műalkotások eladásával finanszírozták: a Pennsylvania Academy of Fine Artsnak Eakins egy másik festményét, a The Cello Playert, míg a Philadelphia Museum of Art Eakins Cowboy Singing című festményét és két, a Cowboys in the Badlands című művéhez készült olajvázlatot kellett eladnia.
A Gross klinika egyik másolata ma a festmény eredeti helyén, Philadelphiában, a Thomas Jefferson Egyetemen található.

## Restaurálása
A festményt három alkalommal restaurálták. Az első restaurálás, melyet 1917 és 1925 között hajtottak végre, jelentős károkat okozott. A műtétet figyelő közönség alakjai túlzottan világosak és vöröses színűek lettek. Susan MacDowell, Eakins özvegye 1929-ben írt levelében azt írta, hogy az élénk vörös fények meghamisítják a kép eredeti hangulatát.
A festmény hátlapját 1915-ben H. Stevenson rétegelt lemezzel erősítette meg. 1940-ben Hannah Mee Horner a festményt rétegelt falemezre ragasztotta. Azonban ez sem volt tartós megoldás, ugyanis a hátlap vetemedni kezdett, és félő volt, hogy kettészakad a festmény.
1961-ben a Jefferson Medical College kérésére a Philadelphia Museum of Art egy újabb restaurálást hajtott végre a festményen. A festmény olyan rossz állapotban volt, hogy Mark Tucker, a festmény egyik restaurátora „mentőakció”-ként jellemezte a munkát. Meg kellett akadályozni, hogy a festmény kettészakadjon. Eltávolítottak a festmény hátoldalára ragasztott rétegelt falemez valamennyi darabját, valamint többé-kevésbé sikerült helyreállítani a kép jobb felső részén látható arcokat.
2009-ben a festmény állapota miatt a Philadelphia Museum of Art egy újabb restaurálás mellett döntött. A 2009 júliusától 2010 júliusa között a munkálatok a nyilvánosság kizárásával zajlottak. A szakemberek a festmény 1917-es restaurálása előtti állapotának visszaállítására törekedtek. A képrészletek helyreállításához referenciaként Eakins a festményről készült tusrajzát és egy 1917-ben az eredeti állapotú festményről készült fényképfelvételt használtak.

## Galéria

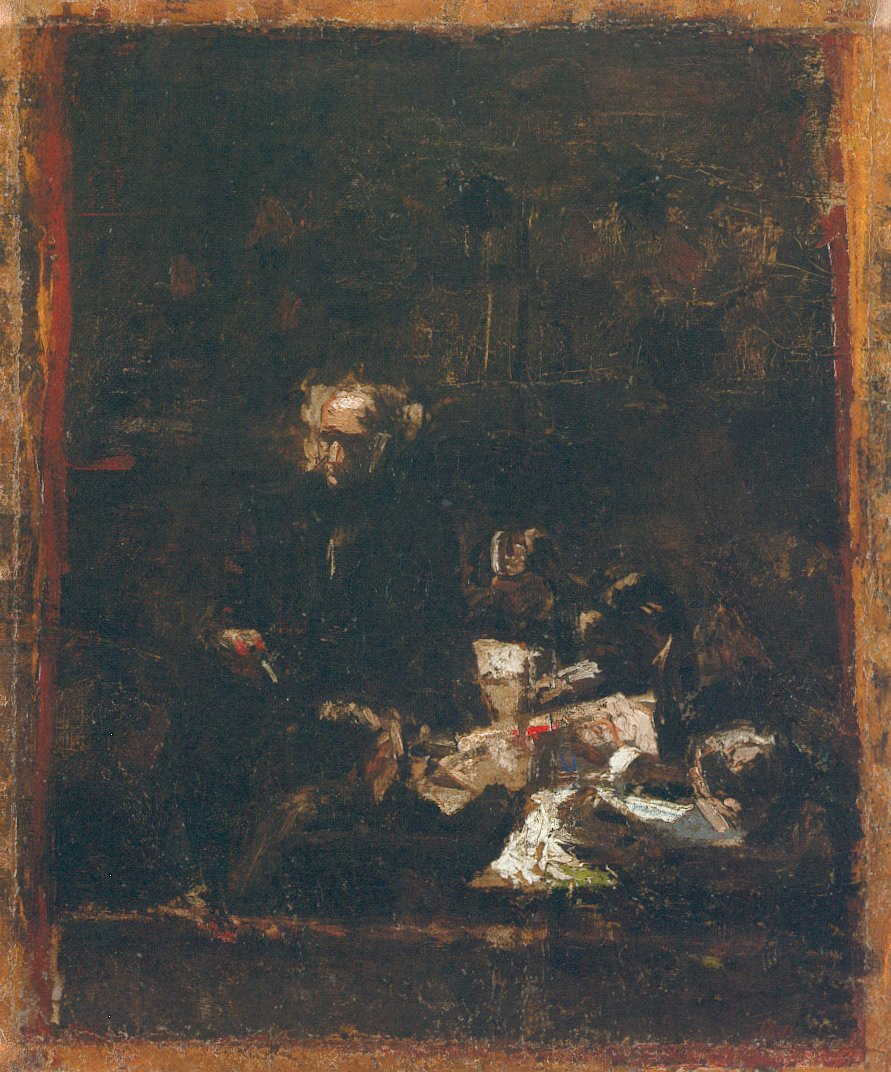
Tanulmány a festményhez (1875), Philadelphia Museum of Art, Philadelphia
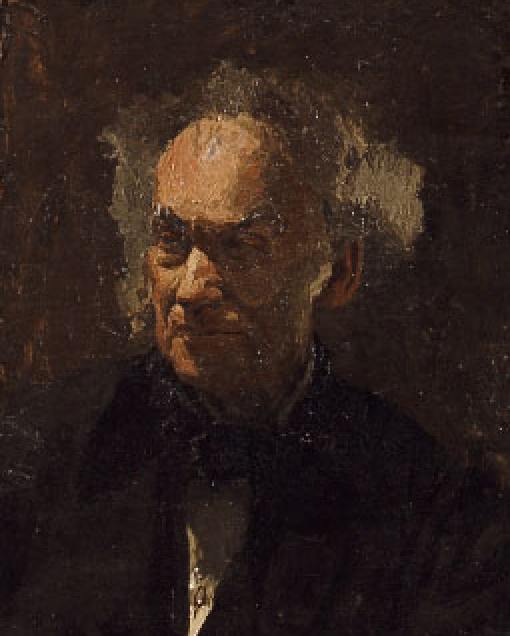
Tanulmány a festményhez (1875), Worcester Art Museum, Worcester
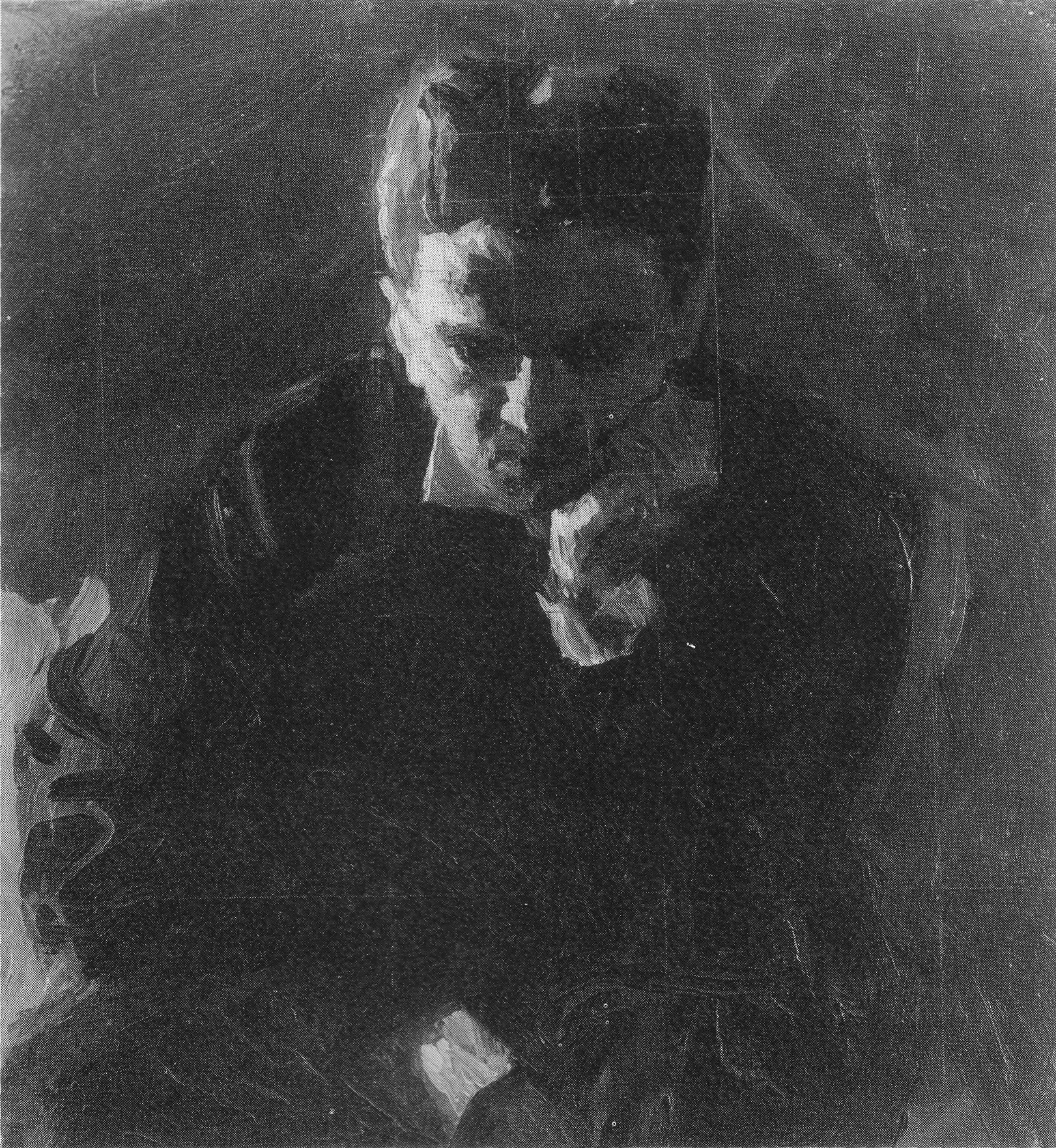
Robert C. V. Meyers portréja (tanulmány) (1875), magángyűjtemény
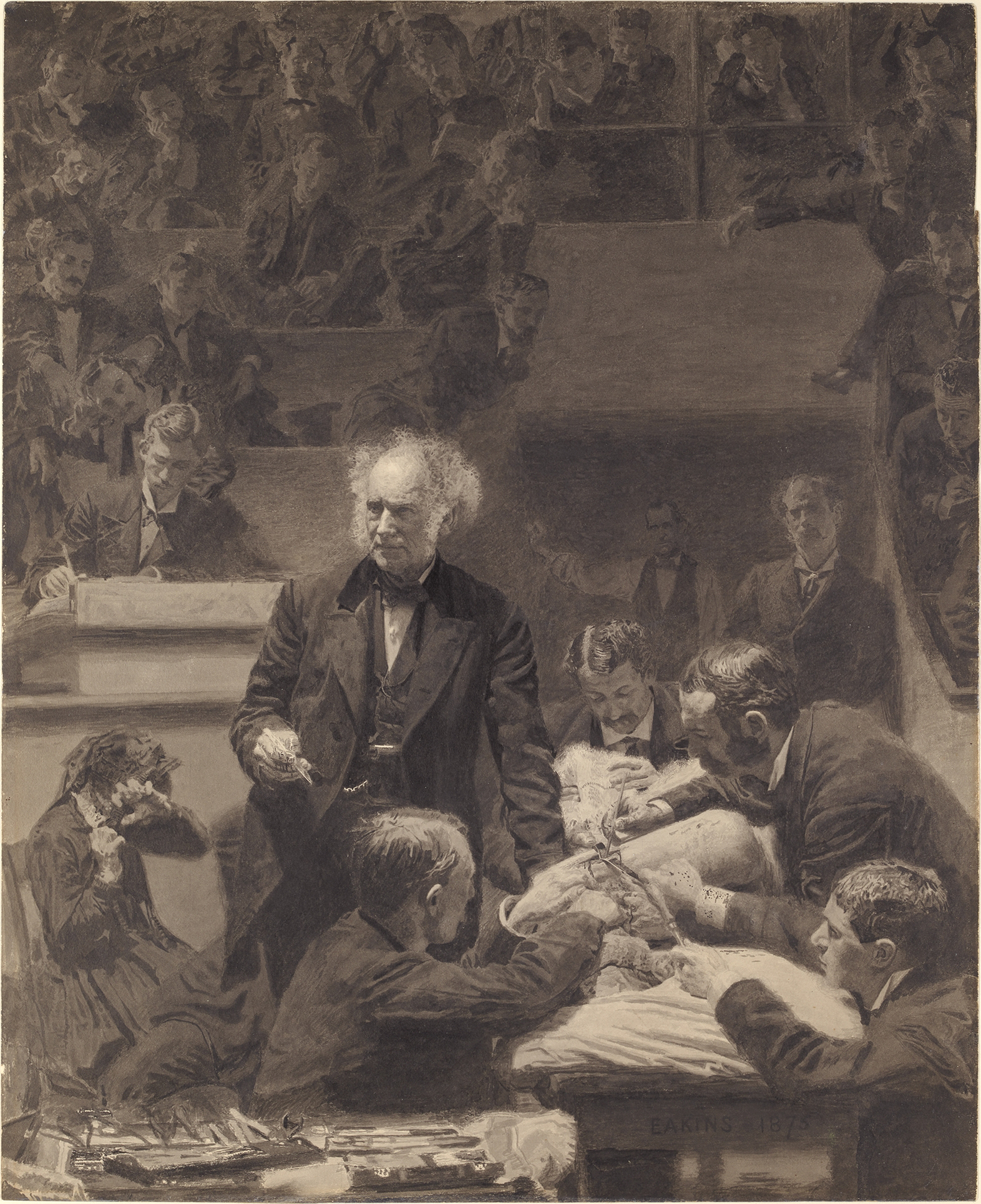
Tanulmányrajz a festményhez (1875), Metropolitan Művészeti Múzeum, New York

## Lásd még
- Agnew klinika